# Astragalus penduliflorus
Astragalus penduliflorus es una planta de la familia de las leguminosas.

## Descripción
Difiere de Astragalus frigidus en tener folíolos de menos de 7 mm de ancho, y vaina de hasta 1 cm de ancho (folíolos de más de 7 mm de ancho y vaina menos de 1 cm de ancho en Astragalus frigidus). Flores amarillas, de 1-1,2 cm; tubo del cáliz verde. Robusto, erecto, generalmente ramoso, perenne de hasta 50 cm, de hojas con 7-15 pares de folíolos elípticos. Florece en verano.

## Distribución y hábitat
En el este y centro de los Pirineos, en los Alpes, Cárpatos; Suecia. Vive en prados y gleras.

## Taxonomía
Astragalus penduliflorus fue descrita por el naturalista francés Jean-Baptiste Lamarck y publicado en Flore Françoise 2: 636, en el año 1778. 

### Variedades
- Astragalus penduliflorus var. pallidipurpureus (P.G.Xiao) X.Y.Zhu

### Sinonimia
- Phaca alpina L., Sp. Pl. 755 (1753)
- Colutea alpina (L.) Lam., Encycl. 1: 354 (1783)[2]
- Astragalus alpinus (L.) E.Sheld.
- Phaca penduliflora (Lam.) Dusen[3]